# Patriotisches Tageblatt
Das Patriotische Tageblatt oder öffentliches Correspondenz- und Anzeige-Blatt für sämmtliche Bewohner aller kais. kön. Erbländer über wichtige, interessierende, lehrreiche oder vergnügende Gegenstände zur Beförderung des Patriotismus war eine österreichische volksaufklärerische Zeitschrift und ein Intelligenzblatt, das ab Juli 1800 in Brünn erschien. 
Begründer und Herausgeber war Christian Karl André. Bis 1803 war Victor Heinrich Riecke Mitherausgeber.
Regelmäßige Rubriken neben den „Privatnachrichten“, also private Anzeigen und Nachrichten zu allen möglichen Gegenständen, waren:
- Patriotische Vorschläge
- Gemeinnützige Gegenstände
- Leben und Gesundheit
- Landeskunde
- Naturkunde
- Technologie
- Moral
- Patrioten und patriotische Handlungen
- Zu empfehlende Schriften
- Vermischte Materien

Das Vorbild des Patriotischen Tageblatts war der Allgemeine Anzeiger der Deutschen des Volksaufklärers Rudolph Zacharias Becker.
Ähnlich wie bei diesem bildeten daher lebenspraktische Ratschläge, Informationen zu Land- und Hauswirtschaft und medizinische Volksaufklärung die inhaltlichen Schwerpunkte, hinzu kamen aufklärerisch belehrende oder moralische Erzählungen, belehrende Dialoge, gemeinnützige Preisfragen sowie Vorschläge aus dem Reformprogramm der gemeinnützig-ökonomischen Aufklärung und zur Volksaufklärung und zahlreiche Berichte über durchgeführte Reformen und „patriotische Handlungen“.
Die Zeitschrift erschien zweimal wöchentlich, teilweise auch dreimal wöchentlich. 1805 wurde sie wegen Schwierigkeiten mit der Zensur eingestellt.